# Bob Kennedy (Politiker)
Robert A. „Bob“ Kennedy (* 1912/1913 in New Jersey; † nach 1978) war ein US-amerikanischer Maschinenbauingenieur und Politiker.

## Werdegang
Über Bob Kennedy ist nicht viel bekannt. Kennedy erwarb einen Abschluss in Maschinenbau am Stevens Institute of Technology. In der Folgezeit war er als Lehrer, Auftragsvermittler (Englisch: ordnance procurement engineer), Fertigungsleiter und zuletzt als IMA Value Analyst, verantwortlich für das Kostencontrolling von Radar- und Raketen-Telemetriesystemen, tätig. 1959 zog er dann aus gesundheitlichen Gründen von New Jersey nach Arizona.
Kennedy verfolgte dort eine politische Laufbahn. Bei den Wahlen im Jahr 1964 wurde er als Demokrat zum State Treasurer von Arizona gewählt. Er bekleidete den Posten von Januar 1965 bis Januar 1967. Bei den Wahlen im Jahr 1966 kandidierte er erfolgreich für einen Sitz mit einer sechsjährigen Amtszeit in der Arizona State Tax Commission. Kennedy war der einzige Demokrat in Arizona, welcher bei den landesweiten Wahlen von 1966 gewann. Im selben Jahr, 1966, kündigte er seine Kandidatur für den US-Senat bei den Wahlen im Jahr 1968 an. Der demokratische Amtsinhaber, US-Senator (Klasse 3) Carl Hayden, beabsichtigte altersbedingt nicht mehr bei den Wahlen anzutreten. Kennedy erlitt bereits bei den demokratischen Vorwahlen im Jahr 1968 gegenüber seinem Herausforderer Roy Elson eine Niederlage. Bei den folgenden Senatswahlen im Jahr 1968 ging der Republikaner Barry Goldwater als Sieger aus dem Rennen. Am 4. Januar 1971 übernahm Kennedy den Vorsitz in der Arizona State Tax Commission. Kennedy kandidierte im Jahr 1972 erfolgreich für eine weitere Amtszeit in der Arizona State Tax Commission.
Die Arizona Legislature nahm in den 1960er und 1970er Jahren Änderungen hinsichtlich ihrer staatlichen Behörden und der Beamten vor, die in Zukunft landesweit von der wahlberechtigten Bevölkerung von Arizona gewählt werden sollten. In diesem Zusammenhang wurde die Arizona State Tax Commission abgeschafft und gleichzeitig der Arizona Board of Tax Appeals geschaffen. Die amtierenden State Tax Commissioners sollten dabei bis zu dem Ende ihrer jeweiligen Amtszeiten Vollzeitmitglieder des Boards of Tax Appeals sein. Der Arizona Board of Tax Appeals bestand damals aus zwei Divisions, Division 1 und 2, mit jeweils drei Mitgliedern. Nach Gesetz durften je Division nicht mehr als zwei Mitglieder einer politischen Partei angehören. Alle zukünftigen sechs Mitglieder des Boards of Tax Appeals sollten vom Gouverneur von Arizona ernannt werden. Als die Amtszeit des gewählten republikanischen State Tax Commissioners Waldo DeWitt im Jahr 1976 abgelaufen war, wurde vom damaligen demokratischen Gouverneur von Arizona Raul Hector Castro erwartet, dass dieser ihn als einzigen Republikaner in die Devision 2 benennt. Der vakante Posten durfte von keinem Demokraten besetzt werden, da bereits zwei Mitglieder der Division 2 Mitglieder der Demokratischen Partei waren. Die Amtsinhaber waren Kennedy und der im Jahr 1976 ernannte Demokrat Edward Richardson aus Tucson (Pima County). Um die Ernennung von DeWitt trotzdem zu verhindern trat Kennedy im Jahr 1976 von der Demokratischen Partei zu Republikanischen Partei über. Gouverneur Castro war dadurch gezwungen jemand anderen zu benennen. Seine Wahl fiel auf den Attorney Morris Kaplan aus Phoenix (Maricopa County), welcher seinen Posten im Januar 1977 antrat. Am 8. März 1978 wechselte Kennedy erneut seine Parteizugehörigkeit, dieses Mal von der Republikanischen Partei zu der Demokratischen Partei zurück. Als Grund für seinen Wechsel gab er seine Absicht für einen Sitz in der Arizona Corporation Commission zu kandidieren an. Kennedy wurde dadurch zu einem Problem. Der Attorney General von Arizona Jack LaSota sagte damals folgendes:

“This language creates an inherent prohibition against both the appointment of three members of the same party and the continued service on the board by a member who has changed his or her party affiliation in a manner that results in all three members being of the same party.”

„Dieses Vorgehen schafft ein inhärentes Verbot sowohl der Ernennung von drei Mitglieder von derselben Partei als auch dem fortgesetzten Dienst im Arizona Board of Tax Appeals durch ein Mitglied, welches seine oder ihre Parteizugehörigkeit in einer Weise geändert hat, die dazu führt, dass alle drei Mitglieder einer Division derselben Partei angehören.“

Unter diesem Umständen musste der demokratische Gouverneur von Arizona Bruce Babbitt Kennedy auffordern, entweder zu der Republikanischen Partei zurückzuwechseln oder von seinem Posten zurückzutreten. Da Kennedy seinen Posten noch Mitte Oktober 1978 bekleidete, musste er die erste Möglichkeit gewählt haben. Sofern sich Kennedy damals geweigert hätte, wäre dem Gouverneur nichts anderes übrig geblieben, als gerichtlich gegen ihn vorzugehen. Der Gouverneur hätte den Attorney General auffordern müssen eine gerichtliche Verfügung vom Superior Court einzuholen, mit welcher ausdrücklich erklärt wäre, dass der Posten illegal bekleidet wäre und der Übeltäter dazu aufgefordert wäre den Posten sofort zu räumen.
Währenddessen kündigte Mrs. Juana Mase aus Tucson Anfang April 1978 ihre Kandidatur für die demokratische Nominierung für einen Sitz in der Arizona Corporation Commission an. Tom Patten, der frühere Exekutivdirektor der Demokratischen Partei von Arizona, kündigte dies zwei Wochen später für einen anderen Sitz in der Arizona Corporation Commission an.

## Trivia
Kennedy war bei seiner Kandidatur für die Arizona State Tax Commission im Jahr 1966 53 Jahre alt.
Im April 1979 trat eine zurückgetretene Bank Trust Officer in Phoenix die Nachfolge von Kennedy in der Division 2 vom Arizona Board of Tax Appeals an.